# Tro ej en Kvinde
Tro ej en Kvinde er en italiensk stumfilm fra 1917 af Alfredo De Antoni.

## Medvirkende
- Francesca Bertini som Iza
- Alfredo De Antoni som Costantino
- Vittorio De Sica som Pierre Clémenceau bambino
- Arnold Kent som Sergio
- Nella Montagna som Matilde